# Listrocerum asperipenne
Listrocerum asperipenne là một loài bọ cánh cứng trong họ Cerambycidae.